# ایدون

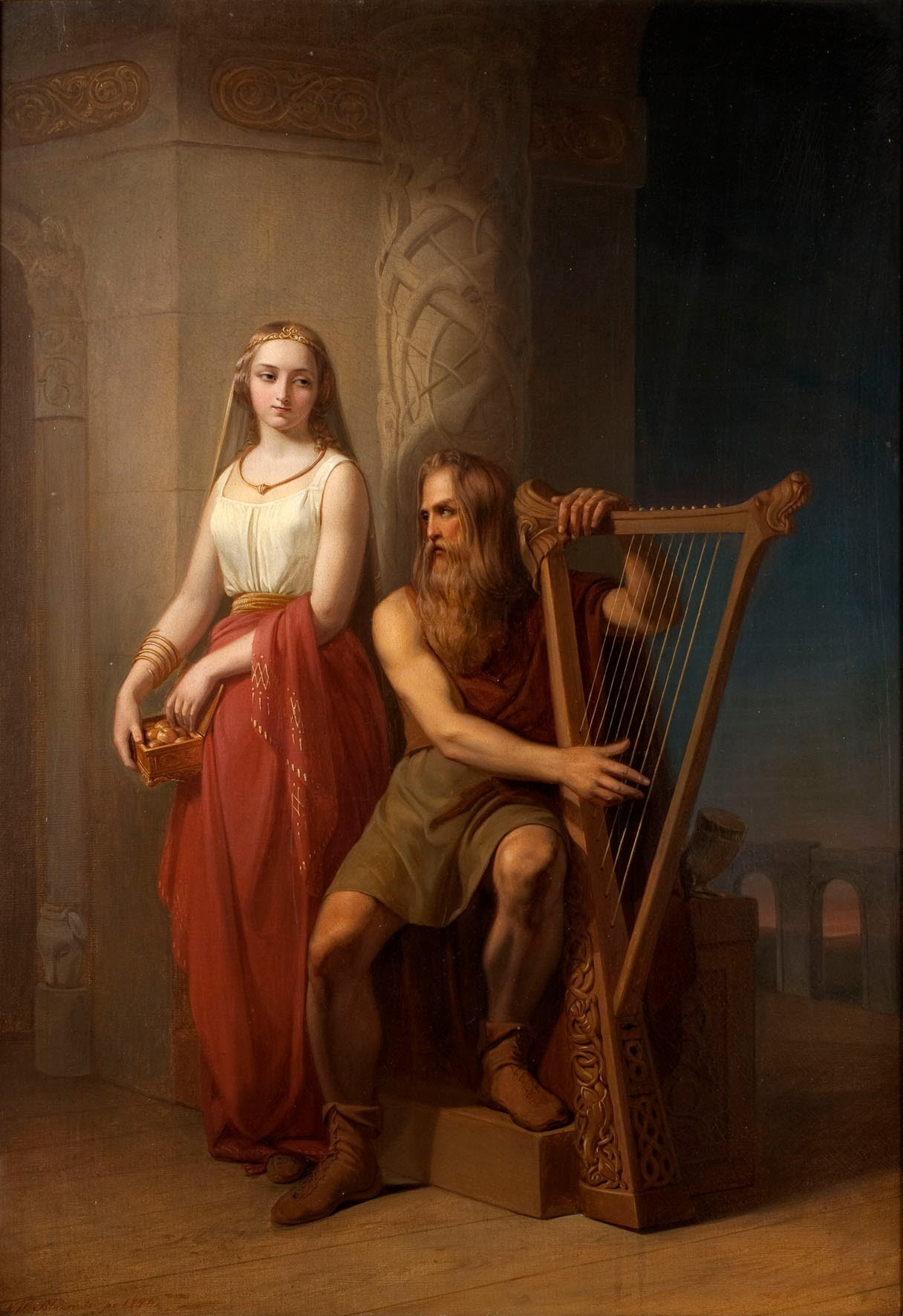
براگی در حال چنگ‌زدن به همراه همسرش ایدون در نقاشی از نیلز بلومر ۱۸۴۶

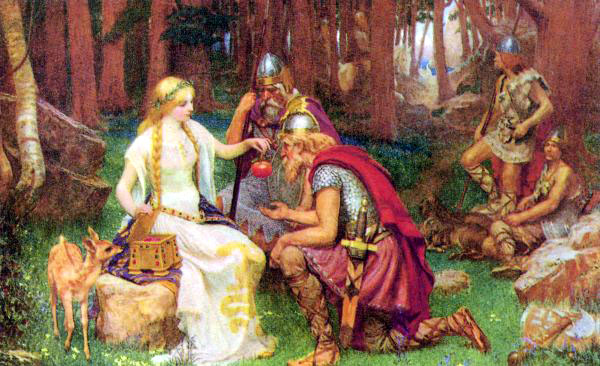
'ایدون و سیب‌هایش.

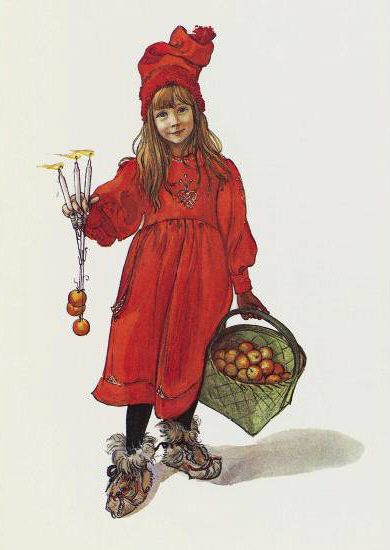
ایدون.

ایدون (Iðunn) در اساطیر اسکاندیناوی، همسر براگی و در اسطوره شناسی نگهدارنده سیب‌های‌زرینی است که به ایزدان جوانی ابدی می‌بخشد. نام ایدون از زبان نورس باستان گرفته شده و به معنای همیشه‌جوان یا جوان‌کننده است. به نام ایدون در ادای منظوم، که در سدهٔ سیزدهم از منابع سنتی جدیدتر گردآوری شده است، در داستان گیلفاگینینگ، و ادای منثور، که در سدهٔ ۱۳ میلادی توسط شاعر و سیاست‌مدار ایسلندی اسنوری استورلوسون نوشته شده است، اشاره شده و در هر دو منبع او به عنوان همسر ایزد اسکالدیک براگی توصیف شده است.

## داستان

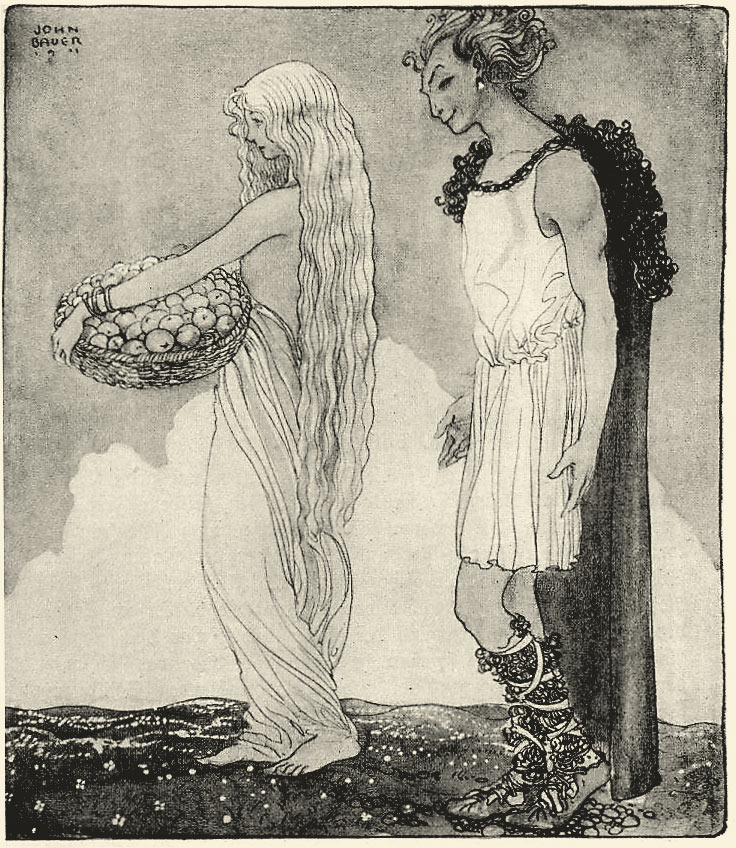
لوکی و ایدون

در این داستان سخن از سفر اودین، لوکی و هویئنر و سفر آنان در جنگلی است که شامگاه در آنجا نرگاوی را در زیر درخت بلوط کهنی سر می‌برند و هنگامی که به کباب کردن گوشت گاو می‌پردازند، گوشت خام می‌ماند. عقابی که بر بلندای بلوط نشسته است به آنان پیشنهاد می‌کند به شرط سهیم شدن در خوردن کباب، گوشت را به‌طور کامل برای آنان کباب کند. آن‌ها می‌پذیرند و پس از کباب شدن گوشت، عقاب گاو کباب شده را می‌بلعد و لوکی با سیخ کباب به عقاب یورش می‌برد و عقاب لوکی و سیخ کباب را در چنگ می‌گیرد و به آسمان پرواز می‌کند. عقاب لوکی را تهدید می‌کند و می‌گوید هنگامی از چنگال او رهایی می‌یابد که ایدون و سیب‌های زرین را به سرزمین غولان ببرد. عقاب او را مجبور کرد تا نام خود را بگوید و در ربایش ایدون به او کمک کند. لوکی نیز به ناچار می‌پذیرد و از چنگال عقاب رهایی می‌یابد. لوکی در بازگشت به آسگارد با تدبیری ایدون را به دام می‌اندازد و غولی به نام تیازی به شکل عقابی فرا می‌رسد و ایدون و سیب‌های زرین را ربوده و به سرزمین غولان، یوتون‌هایم می‌برد.
خدایان متوجه غیبت ایدون نشده بودند تا اینکه آثار پیری بر چهره‌هایشان نمایان شد. لوکی که یک سیب از ایدون برداشته و خورده بود هنوز جوان مانده بود و خدایان با دیدن او متوجه قضیه شدند. ایزدان پس از آگاهی از خیانت لوکی، او را تهدید می‌کنند که اگر سیب‌های زرین و ایدون را به آسگارد بازنگرداند او را هلاک خواهند کرد. لوکی سپس همه چیز را اعتراف کرد و به خدایان کمک کرد تا ایدون و سیب‌های او را بازپس آورند. لوکی با کمک فریا به شکل شاهین در می‌آید و با سفر به سرزمین غولان ایدون را در تالار غولان تنها می‌یابد. لوکی با قدرت جادو، ایدون و سیب‌های زرین را به شکل دانه گیاه فندق (یا پرستو) درمی‌آورد و با چنگال گرفتن آنان عازم آسگارد می‌شود. تیازی با آگاه شدن از این ماجرا به شکل عقابی غول‌پیکر به تعقیب لوکی می‌پردازد و هنگامی که نزدیک است به لوکی دست یابد در شتاب خویش در آتشی که ایزدان افروخته‌اند فرو می‌افتد و نابود می‌شود و درگرفتن انتقام اوست که اسکادی دختر تیازی به نبرد ایزدان برمی‌خیزد و با ازدواج با یکی از ایزدان سرانجام از گرفتن انتقام خون پدر چشم می‌پوشد.

## یادکردها
پیش از مسیحی شدن منطقه، از ایدون تنها در شعری به نام هاستلونگ Haustlöng نوشته تیودولفرس Þjóðolfrs یاد شده‌بود (حدود ۹۰۰ میلادی). اسنوری استورلوسون از این شعر در اثر خود گیلفاگینینگ استفاده کرده است. افزودن بر این نام ایدون در لوکاسنا یاد شده است. جز این‌ها نام او در متن دیگری از متون به‌جامانده ذکر نشده است. اگر ایدون از ایزدبانوها بوده به احتمال زیاد از ایزدبانوهای معروف نبوده اما آن‌گونه که از داستان بالا برمی‌آید برای پیروان اودین (آسن‌ها) اهمیت داشته است.
احتمالاً میان داستان ایدون و داستان سیب طلای هسپریدس ارتباطی وجود دارد. سیب به‌طور کل در داستان‌ها با ایزدبانوها به‌ویژه ایزدهای مادر همراه است.

## پیوندهای هندواروپایی
«دیوید نایپ» بر این باور است که ربوده شدن ایدون توسط تیازی در هیئت عقاب نمونه‌ای از نقش‌مایه «ربوده شدن واسطه‌های دست‌یابی به جاودانگی از سوی یک عقاب» است که در اسطوره‌های هندواروپایی دیگری نیز دیده می‌شود. افزون بر این به باور نایپ نمونه‌ای مشابه با دزدیده شدن سیب ایدون (نماد باروری) در اسطوره‌های کلتی دیده می‌شود. در آن اسطوره‌ها، پسران توئیرن به شکل عقاب درآمده و سیب‌های مقدس را از باغ هیسبرنا می‌دزدند. در اینجا نیز تعقیب رخ می‌دهد و محافظانی که تعقیب می‌کنند شیردال‌های ماده هستند.